# Chow-chow (gastronomía)

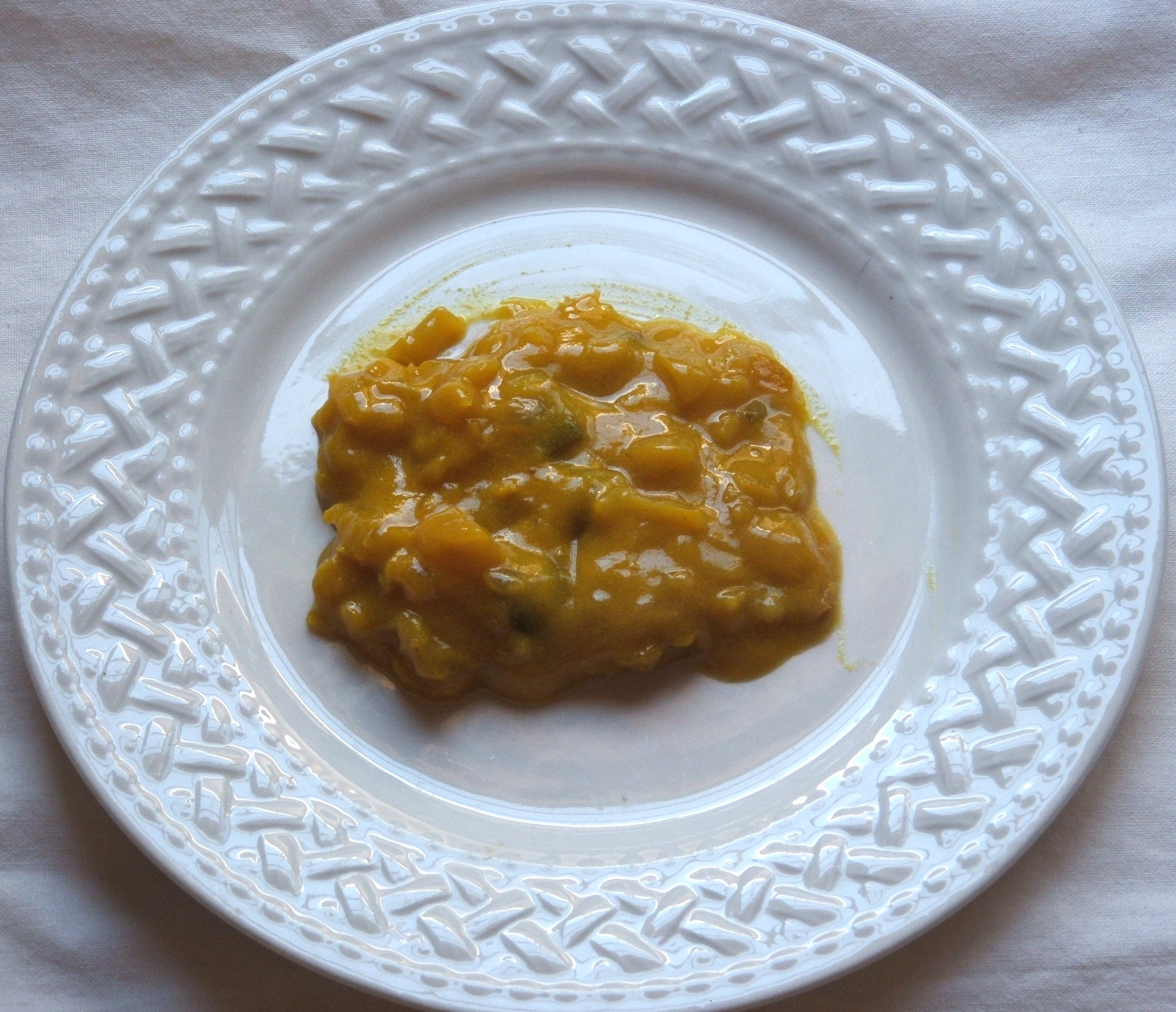
Chow-chow.

Chow-chow (a veces escrito Chowchow) es un relish elaborado de una combinación de diferentes vegetales, que puede ir desde: coles, zanahorias, frijoles, espárrago, coliflor, etc. que han sido previamente encurtidos en una tinaja de vidrio y que se sirven fríos. El nombre proviene del francés chou para denominar la col. El Chow-chow está asociado regionalmente a Pensilvania y Sur de Estados Unidos y se puede decir que su receta varía enormemente a lo largo de todo el territorio. El chow chow de Pennsylvania se conoce por una marca registrada "Wos-Wit", por regla general es más dulce que otras variedades del sur. El Chow-chow puede ser servido por sí mismo o empleado como condimento en un platos tales como: biscuits and gravy, "pinto beans", hot dogs, hamburguesas, etc.

## Características
Existen evidencias de que los inmigrantes chinos en Estados Unidos introdujeron este condimento en 1850 cuando trabajaban en los ferrocarriles. Las recetas originales mencionan una variabilidad entre cinco y doce vegetales. Aunque hay recetas muy diversas que solo emplean cebollas y tomate. Algunos libros famoso en la cocina americana incluyen recetas desde comienzos del siglo XIX sobre como hacer el cowchow. Se trata de un condimento que se encontrará en diferentes zonas de los Apalaches.